# The Power of Nightmares

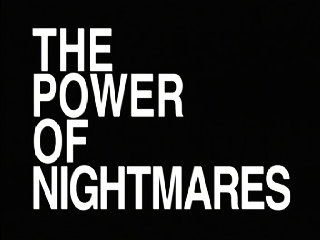
A tela de título de The Power of Nightmares, de Adam Curtis.

The Power of Nightmares (O Poder dos Pesadelos) é um documentário da BBC escrito por Adam Curtis e lançado no Reino Unido em 2004.
No documentário é mostrada a "Política do Pesadelo", a qual consiste em dividir o mundo em dois polos: o Bem (EUA & aliados) e o Mal (Ex-URSS ou Sadam Hussein), supostamente praticada pelos EUA. O documentário é dividido em três partes.
"Baby, Está Frio Lá Fora"A primeira parte consiste em explicar a origem do pensamento terrorista muçulmano. Esta remonta o ano de 1949, iniciada por um jovem estudante de pedagogia egípcio, Sayyid Qutb. Qutb irá aos EUA estudar o sistema educacional do país em um colégio público no interior do estado do Ohio. O então jovem Sayyid Qutb se desilude com a sociedade e os valores estadunidenses; volta ao Egito no ano seguinte, 1950, e decide lutar contra a presença da influência estadunidense nos países islâmicos.
"A Vitória Fantasma"A segunda parte mostra como voluntários e jovens seguidores do pensamento de Sayyid Qutb, dentre eles Sheikh Ayman al-Zawahiri, foram lutar contra a presença soviética no Afeganistão. Nessa ocasião, em 1987, Sheikh Ayman al-Zawahiri encontra-se com o jovem e bilionário saudita Osama bin Laden. Após a debandada soviética o conflito no Afeganistão é encerrado, e Zawahiri junta-se a bin Laden, formando uma aliança contra toda e qualquer presença ocidental nos governos dos países do Oriente Médio.
"Sombras na Caverna"A terceira parte consiste em mostrar a mudança de foco dos extremistas. Anteriormente, era a presença ocidental nos governos dos países do Oriente Médio; agora, passa a ser o ocidente, em especial os EUA e seus aliados. O documentário também argumenta que o grupo terrorista Al-Qaeda é apenas um invenção do governo norte-americano para justificar a luta contra o terrorismo.
Os argumentos do documentário são devidamente embasados. Segundo o mesmo, a política do pesadelo é apenas uma estratégia dos governos para se manterem no poder e manter as populações sob seus comandos; portanto lançam medidas que põem sociedades inteiras sob tensão e histeria diante de uma "grande ameaça" à democracia e liberdade.

## Criticismo
O jornalista e autor Peter Bergen, escrevendo no The Nation, criticou o documentário e escreveu que mesmo que a Al-Qaeda não seja tão organizada como a administração Bush sublinhou, continuava a ser uma força muito perigosa devido ao fanatismo dos seus seguidores e aos recursos disponíveis para Bin Laden. Sobre a afirmação de Curtis de que a Al-Qaeda era uma criação de políticos neoconservadores, disse Bergen: "Isso é um disparate. Há provas substanciais de que a Al Qaeda foi fundada em 1988 por Bin Laden e um pequeno grupo de militantes com ideias semelhantes, e de que o grupo cresceria rápidamente até  à organização secreta e disciplinada que levou a cabo os ataques de 11 de Setembro". Bergen afirmou ainda que os argumentos de Curtis servem como defesa do fracasso de Bush em capturar Bin Laden na invasão do Afeganistão em 2001 e  ignorar os avisos de um ataque terrorista anteriores ao 11 de Setembro.